# Candida (Shaw)
Candida (Candida) è una commedia in tre atti di George Bernard Shaw, scritta nel 1895, rappresentata nel 1897 e pubblicata in volume nel 1898 nel volume delle "Commedie gradevoli e sgradevoli" (in inglese: Plays Pleasant and Unpleasant. L'autore definiva la commedia "un mistero".

## Trama

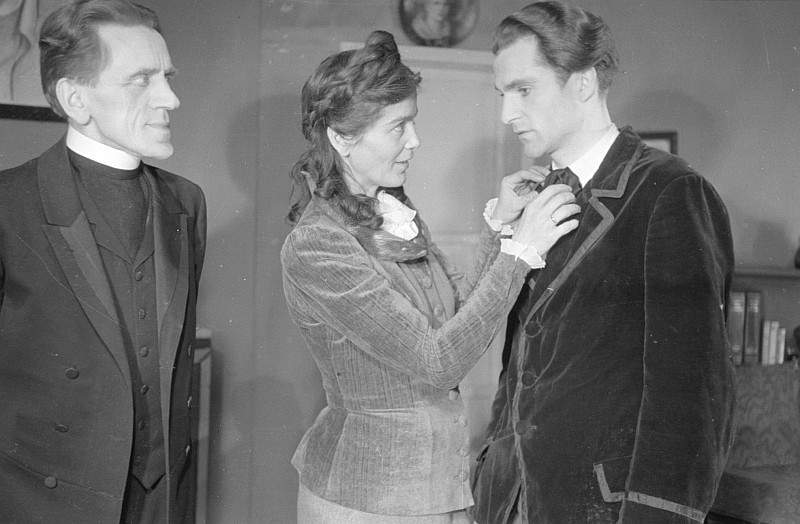
Immagine da una rappresentazione di Candida in un teatro di Pankow nel 1945

Candida è una donna giovane e bella, moglie del reverendo James Morell, un pastore anglicano progressista (si professa socialista), oratore eloquente e apprezzato. Candida torna a casa, dopo un periodo di vacanza trascorso con i bambini lontana dal marito, accompagnata dal giovane Eugene Marchbanks, un timido poeta diciottenne, di ricca famiglia. Eugene è innamorato di Candida e confessa la sua passione al marito di lei.
Invitata a scegliere fra i due uomini, Candida chiede a ciascuno dei due che cosa possono offrirle. Il reverendo Morell dichiara che può offrirle la sua protezione, la sua onestà, il suo lavoro, la sua posizione sociale; il giovane Eugene dichiara che può offrirle solo il bisogno del suo cuore. Candida sa che l'amore non è un sogno sentimentale, ma abitudine di vita in comune, indulgenza materna e perfino compassione; afferma pertanto che si abbandonerà al più debole dei due, e sorprendentemente sceglie il marito. Candida spiega che il marito non avrebbe la forza di sopportare la solitudine; il giovane Eugene, al contrario, ha imparato a vivere senza felicità. I due uomini riconoscono l'esattezza del giudizio di Candida e il giovane poeta se ne va via per sempre.
Accanto ai tre personaggi principali, nella commedia sono presenti due comprimari: Mr Burgess, il padre di Candida, un uomo volgare, e Miss Proserpine, la dattilografa di Morell, profondamente devota al reverendo.

## Edizioni

### In lingua inglese
- Plays: Pleasant and Unpleasant. 2 voll., London: Grant Richards, 1898.
- The four pleasant plays: Arms and the Man. A comedy. Candida. A mystery. The Man of destiny. A trifle. Yo never Can tell. A comedy. With a preface, Rome: Albatross Library, 1949
- Candida: a mystery in three acts; with an introduction and notes by A. C. Ward, London et al.: Longmans, Green and Co. ; London: Constable and Co., 1956
- Candida; edited and introduction by William-Alan Landes, Studio City (Ca.): Players, 1992, ISBN 0887342353

### In lingua italiana
- «Candida. Commedia in tre atti. Atti I e II». Nuova antologia di lettere, scienze ed arti, Serie 5, v. 149 (1910), pp. 3–36; «Candida. Commedia in tre atti. Atto III (fine)», Nuova antologia di lettere, scienze ed arti, Serie 5, v. 149 (1910), pp. 177–189.
- Commedie gradevoli: L'eroe, L'uomo del destino, Candida, Non si sa mai; traduzione italiana di Antonio Agresti, Milano: A. Mondadori, 1925
- Le quattro commedie gradevoli: Le armi e l'uomo. Candida. L'uomo del destino. Non si sa Mai; Unica traduzione autorizzata dall'Inglese di Paola Ojetti, Milano-Verona: A. Mondadori, 1955
- Candida; traduzione di Corrado Pavolini, Coll. Biblioteca universale Rizzoli n. 1174, Milano: Rizzoli, 1957
- Le armi e l'uomo; Candida; L'uomo del destino; presentazione di Camillo Pellizzi; prefazione dell'autore, Collana Tutto il teatro n. 13 Roma: Casini, 1966
- Candida, Cesare e Cleopatra; traduzione di F. De Poli, Coll. I premi Nobel per la letteratura, Milano: Fabbri, 1966
- La professione della signora Warren; Candida; L'uomo del destino: teatro; traduzioni di E. Fubini, L. Locatelli, E. Grillo, Collana I Nobel letterari n. 9, Roma: I Nobel letterari, 1970

### Versioni RAI
- Candida, regia di Alessandro Brissoni, trasmessa sul Programma nazionale radiofonico (1971)
- Candida, regia di Sandro Sequi, trasmessa sul Secondo canaletelevisivo il 5 aprile 1980